# Filippo Scelzo
Filippo Scelzo (Ivrea, 19 aprile 1900 – Pegli, 3 ottobre 1980) è stato un attore italiano.

## Biografia

### Gli inizi
Proviene dall'ambiente artistico - la madre Lena Artale era attrice e il padre, Gregorio Scelzo trovarobe - debutta giovanissimo con Ettore Paladini per finire poi scritturato da Gualtiero Tumiati nel 1917. Dopo la parentesi bellica, Scelzo entra nella compagnia di Ruggero Ruggeri nel 1920 e successivamente, nel 1922, in quella del commediografo Paolo Taglio come giovane amoroso per riscuotere, infine, un buon successo interpretando Costantino ne Il gabbiano di Anton Čechov con la regia di Virgilio Talli nel 1923-24.

### I primi successi
Dopo essere stato accanto a Dina Galli e Amerigo Guasti, nel 1927 entra nella Compagnia Dannunziana, dove recita - a fianco di Irma Gramatica e Luigi Carini - in Francesca da Rimini e nella Fiaccola sotto il moggio. Dal 1928 al 1930 fa parte della compagnia di Sem Benelli e in seguito lavora in Campo di maggio (1935) di Giovacchino Forzano con Cele Abba e quindi nella Za Bum.

### La definitiva affermazione
Dopo aver collaborato con Kiki Palmer, con cui fa ditta nel 1936, e Antonio Gandusio, Scelzo lavora ne La figlia di Iorio (1939) sotto la regia di Forzano e poi nell'Adelchi (1940, regia di Renato Simoni), La bella addormentata (1941) di Pier Maria Rosso di San Secondo e Cenerentola (1942) di Massimo Bontempelli, con Laura Adani. Oltre alla Adani il suo nome compare in ditta con quelli di Gualtiero Tumiati, Enzo Biliotti e Margherita Bagni.
Nel periodo dal 1943 al 1946 è in compagnia con Elsa Merlini e, nel 1947, insieme con Anna Proclemer recita in Come le foglie, poi forma una compagnia con Sarah Ferrati e Leonardo Cortese. In seguito, recita e dirige Anfitrione 38 (1948) di Jean Giraudoux, Questa sera si recita a soggetto (1949) di Luigi Pirandello, al Teatro delle Arti e Il cigno (1950) di Ferenc Molnár, in compagnia con Andreina Paul e Giuseppe Porelli.
Dal 1951 al 1958 lavora con Paola Borboni, Vittorio Gassman, Carlo Ninchi e Vivi Gioi. Nel 1959 è al Teatro Stabile di Torino e l'anno dopo allo Stabile di Genova. Poi è al Teatro delle Arti poi ai Piccoli Teatri di Trieste e Palermo.
Attore sobrio, misurato e distinto, mai sopra le righe, ha recitato con i migliori nomi del teatro italiano del Novecento mostrando il suo rigore attoriale e le sue acute sfumature ironiche soprattutto in Giulio Cesare (1949) di William Shakespeare, Caterina da Siena (1953) di Cesare Vico Lodovici e Giuda (1956) di Marcel Pagnol allestito nello splendido scenario di Portovenere.

## Il cinema
Numerosi i film interpretati da Scelzo anche se spesso non eccelsi e comunque sempre con parti secondarie. Ha esordito sullo schermo nel 1934 nel film Teresa Confalonieri di Guido Brignone ed è stato attivo sino al 1972 quando interpreta la sua ultima pellicola: Bronte: cronaca di un massacro che i libri di storia non hanno raccontato di Florestano Vancini. Le sue interpretazioni spaziano nei ruoli più svariati che nel tempo si succedono: è il gerarca fascista Giovanni Marinelli nel film Il processo di Verona di Carlo Lizzani del 1962, il pubblico ministero ne Il brigante Musolino di Mario Camerini del 1950 e il presidente della comunità ebraica ne L'oro di Roma ancora di Lizzani del 1961.

## La televisione
Appare per la prima volta in televisione in L'Affare Kubinsky nel 1954 per la regia di Anton Giulio Majano, ma poi sporadicamente riappare in alcune commedie e nello sceneggiato La vita di Leonardo da Vinci di Renato Castellani del 1971. Dotato di un buon timbro di voce è stato attivo anche come doppiatore.

## Filmografia parziale
- Teresa Confalonieri, regia di Guido Brignone (1934)
- Passaporto rosso, regia di Guido Brignone (1935)
- Jeanne Doré, regia di Mario Bonnard (1938)
- I figli del marchese Lucera, regia di Amleto Palermi (1938)
- Le sorprese del divorzio, regia di Guido Brignone (1939)
- Kean, regia di Guido Brignone (1940)
- Il ponte di vetro, regia di Goffredo Alessandrini (1940)
- Piccolo alpino, regia di Oreste Biancoli (1940)
- Odessa in fiamme, regia di Carmine Gallone (1942)
- Malombra, regia di Mario Soldati (1942)
- Il nostro prossimo, regia di Gherardo Gherardi e Giuseppe Aldo Rossi (1943)
- Nessuno torna indietro, regia di Alessandro Blasetti (1943)
- L'angelo bianco, regia di Giulio Antamoro, Federico Sinibaldi e Ettore Giannini (1943)
- Piazza San Sepolcro, regia di Giovacchino Forzano (1943)
- Il fiore sotto gli occhi, regia di Guido Brignone (1944)
- L'uomo dal guanto grigio, regia di Camillo Mastrocinque (1948)
- Duello senza onore, regia di Camillo Mastrocinque (1949)
- Il brigante Musolino, regia di Mario Camerini (1950)
- Il conte di Sant'Elmo, regia di Guido Brignone (1950)
- Romanticismo, regia di Clemente Fracassi (1951)
- Core 'ngrato, regia di Guido Brignone (1951)
- La voce del sangue, regia di Pino Mercanti (1952)
- L'ingiusta condanna, regia di Giuseppe Masini (1952)
- Un ladro in paradiso, regia di Domenico Paolella (1952)
- Il barcaiolo di Amalfi, regia di Mino Roli (1954)
- L'ombra, regia di Giorgio Bianchi (1954)
- L'oro di Roma, regia di Carlo Lizzani (1961)
- Il processo di Verona, regia di Carlo Lizzani (1962)
- Il successo, regia di Mauro Morassi (1963)
- Le piacevoli notti, regia di Armando Crispino e Luciano Lucignani (1966)
- Bronte: cronaca di un massacro che i libri di storia non hanno raccontato, regia di Florestano Vancini (1971)

## Prosa televisiva e sceneggiati Rai
- L'Affare Kubinsky, regia di Anton Giulio Majano, trasmessa il 22 ottobre 1954.
- Ranocchino, varietà per i bambini da un racconto di Luigi Capuana, regia di Filippo Scelzo, trasmessa il 16 giugno 1958
- Graziella di Alphonse de Lamartine, regia di Mario Ferrero, trasmessa dall'11 giugno al 2 luglio 1961.
- Corte marziale per l'ammutinamento del Caine, regia di Giacomo Vaccari, trasmessa il 18 dicembre 1961.
- Donna Rosita nubile di Federico García Lorca, regia di Mario Ferrero, trasmessa il 15 ottobre 1965.
- La vita di Leonardo da Vinci, regia di Renato Castellani, trasmesso nel 1971.

## Prosa radiofonica Rai
- Il cigno, di Ferenc Molnár, (1950)
- Il Pretore De Minimis, di Guglielmo Giannini, regia di Umberto Benedetto, trasmessa il 4 agosto 1952
- Fiori di lusso, commedia di Armont e Gerbidon, regia di Eugenio Salussolia, trasmesso il 7 settembre 1953
- Amleto, di William Shakespeare, versione e regia di Luigi Squarzina e Vittorio Gassman, trasmessa il 14 giugno 1954.
- Il pretore Deminimis, commedia di Guglielmo Giannini, regia di Umberto Bendetto, trasmessa il 19 gennaio 1956
- Il grande coltello, commedia di Clifford Odets, regia di Corrado Pavolini, trasmessa il 22 febbraio 1962

## Prosa teatrale

### Attore
- Cenerentola di Massimo Bontempelli, regia di Corrado Pavolini. Prima al Teatro della Pergola di Firenze, 4 giugno 1942.
- Rebecca di Daphne du Maurier, regia di Guido Salvini. Prima al Teatro Quirino di Roma, 20 aprile 1946.
- Giulio Cesare di William Shakespeare, regia di Guido Salvini e Luigi Squarzina. Prima al Teatro Romano di Verona il 18 agosto 1949.
- Il giardino dei ciliegi di Anton Čechov, regia di Mario Ferrero, 1961.

### Direzione artistica
- Zazà di Pierre-Francisque Berton e Charles Simon. Prima al Teatro Nazionale di Palermo l'11 aprile 1945.